# Арапахо (Северна Каролина)
Арапахо (енгл. Arapahoe) град је у америчкој савезној држави Северна Каролина.

## Демографија
По попису из 2010. године број становника је 556, што је 120 (27,5%) становника више него 2000. године.
| Група             | 2000.       | 2010.       |
| Белци             | 379 (86,9%) | 461 (82,9%) |
| Афроамериканци    | 27 (6,2%)   | 30 (5,4%)   |
| Азијати           | 5 (1,1%)    | 0 (0,0%)    |
| Хиспаноамериканци | 24 (5,5%)   | 49 (8,8%)   |
| Укупно            | 436         | 556         |